# Bijele Poljane
Bijele Poljane (en serbe cyrillique : Бијеле Пољане) est un village du sud du Monténégro, dans la municipalité de Cetinje.

## Démographie

### Évolution historique de la population
| 1948 | 1953 | 1961 | 1971 | 1981 | 1991 | 2003 |
| ---- | ---- | ---- | ---- | ---- | ---- | ---- |
| 140  | 213  | 260  | 173  | 73   | 40   | 16   |